# Ziadine
Ziadine (en ouzbek: Ziyovuddin; en russe : Зиадин) est une localité de type urbain (depuis 1972) en Ouzbékistan appartenant à la province de Samarcande. C'est le chef-lieu administratif du district de Pakhtatchi. Elle comptait 7 628 habitants en 1979 et 10 160 habitants en 1989.

## Transport
Ziadine est relié à la ligne du chemin de fer Transaral depuis 1888 sur l'itinéraire Samarcande-Navoï.